# قائمة أعضاء مجلس النواب العراقي - الدورة الثانية
هذه قائمة أعضاء مجلس النواب العراقي - الدورة الثانية بعد انتخابات 1928، اختير الأعضاء من خلال الانتخابات التي جرت يوم 9 أيار 1928.

## لواء أربيل
| التسلسل | الاسم            | الملاحظات              |
| ------- | ---------------- | ---------------------- |
| 1       | معروف جياووك     | -                      |
| 2       | إسماعيل راوندوزي | نائب في الدورة الماضية |
| 3       | داود الحيدري     | نائب في الدورة الماضية |
| 4       | جمال رشيد بابان  | -                      |
| 5       | عبد الله المفتي  | -                      |

## لواء البصرة
| التسلسل | الاسم                    | الملاحظات                                                                 |
| ------- | ------------------------ | ------------------------------------------------------------------------- |
| 1       | حسين العطية              | -                                                                         |
| 2       | هاشم النقيب              | استقال حل محله عبد الرحمن النعمة الذي كان نائبا في الدورة الماضية         |
| 3       | عبد المحسن السعدون       | نائب في الدورة الماضية. انتحر 13 تشرين الثاني 1929 محل محله توفيق السويدي |
| 4       | محمد زكي البصري          | -                                                                         |
| 5       | محمد جعفر القاضي         | -                                                                         |
| 6       | عبد النبي إبراهيم الدهوي | -                                                                         |
| 7       | يوسف عبد الأحد           | -                                                                         |
| 8       | محمد سعيد عبد الواحد     | نائب في الدورة الماضية                                                    |
| 9       | مصطفى الطه               | نائب في الدورة الماضية                                                    |

## لواء بغداد
| التسلسل | الاسم              | الملاحظات              |
| ------- | ------------------ | ---------------------- |
| 1       | أحمد الداود        | نائب في الدورة الماضية |
| 2       | عبد العزيز القصاب  | -                      |
| 3       | حمدي الباجه جي     | نائب في الدورة الماضية |
| 4       | ساسون حسقيل        | نائب في الدورة الماضية |
| 5       | رشيد عالي الكيلاني | نائب في الدورة الماضية |
| 6       | عبد الحسين الجلبي  | نائب في الدورة الماضية |
| 7       | محمود رامز السعدون | -                      |
| 8       | نوري السعيد        | -                      |
| 9       | محمد رضا الشبيبي   | نائب في الدورة الماضية |
| 10      | ناجي السويدي       | نائب في الدورة الماضية |
| 11      | نعيم زلخة          | نائب في الدورة الماضية |
| 12      | يوسف غنيمة         | نائب في الدورة الماضية |
| 13      | ياسين الهاشمي      | نائب في الدورة الماضية |
| 14      | جعفر أبو التمن     | -                      |

## لواء الحلة
| التسلسل | الاسم              | الملاحظات              |
| ------- | ------------------ | ---------------------- |
| 1       | رؤوف الجوهر        | -                      |
| 2       | سلمان البراك       | نائب في الدورة الماضية |
| 3       | مصطفى عاصم إسماعيل | -                      |
| 4       | عبد الرزاق الأزري  | -                      |
| 5       | أحمد الراوي (جوجة) | -                      |

## لواء الدليم
| التسلسل | الاسم         | الملاحظات                               |
| ------- | ------------- | --------------------------------------- |
| 1       | توفيق السويدي | كذلك حل محل عبد المحسن السعدون عن بغداد |
| 2       | جميل الراوي   | -                                       |
| 3       | علي السليمان  | نائب في الدورة الماضية                  |
| 4       | مشحن الحردان  | -                                       |

## لواء ديالى
| التسلسل | الاسم              | الملاحظات                             |
| ------- | ------------------ | ------------------------------------- |
| 1       | أحمد عزة الأعظمي   | -                                     |
| 2       | حكمت سليمان        | نائب في الدورة الماضية                |
| 3       | عز الدين النقيب    | استقال حل محله عطاء الخطيب            |
| 4       | محمود صبحي الدفتري | نائب عن لواء الدليم في الدورة الماضية |

## لواء الديوانية
| التسلسل | الاسم              | الملاحظات                                                                           |
| ------- | ------------------ | ----------------------------------------------------------------------------------- |
| 1       | عبد المحسن شلاش    | كان نائبا عن لواء كربلاء في الدورة الماضية                                          |
| 2       | ناجي شوكت          | استقال حل محله عبد العزيز القصاب                                                    |
| 3       | خالد سليمان        | -                                                                                   |
| 4       | علوان الياسري      | نائب في الدورة الماضية استقال حل محله عبادي الحسين الذي كان نائبا في الدورة الماضية |
| 5       | إسماعيل حقي الصفار | -                                                                                   |
| 6       | عبد المجيد علاوي   | -                                                                                   |
| 7       | حسين مكوطر         | -                                                                                   |
| 8       | شعلان السلمان      | -                                                                                   |
| 9       | مظهر الحاج صكب     | نائب في الدورة الماضية                                                              |
| 10      | عبد العباس الفرهود | -                                                                                   |

## لواء السليمانية
| التسلسل | الاسم              | الملاحظات              |
| ------- | ------------------ | ---------------------- |
| 1       | صبري علي أغا       | -                      |
| 2       | محمد أمين زكي      | نائب في الدورة الماضية |
| 3       | محمد صالح محمد علي | نائب في الدورة الماضية |
| 4       | سيف الله خندان     | -                      |

## لواء العمارة
| التسلسل | الاسم             | الملاحظات                                                                                             |
| ------- | ----------------- | --- |
| 1       | شواي الفهد        | - |
| 2       | علوان الجنديل     | نائب في الدورة الماضية                                                                                |
| 3       | عبد الرحمن المطير | - |
| 4       | ياسين العامر      | نائب في الدورة الماضية استقال حل محله كاطع العوادي الذي كان نائبا عن لواء الديوانية في الدورة الماضية |

## لواء كربلاء
| التسلسل | الاسم             | الملاحظات |
| ------- | ----------------- | --------- |
| 1       | السيد أحمد الوهاب | -         |
| 2       | عثمان العلوان     | -         |

## لواء كركوك
| التسلسل | الاسم                         | الملاحظات              |
| ------- | ----------------------------- | ---------------------- |
| 1       | محمد سعيد الحاج حسين الونداوي | نائب في الدورة الماضية |
| 2       | علي قيردار                    | -                      |
| 3       | مصطفى أفندي اليعقوبي          | -                      |
| 4       | محمد الجاف                    | -                      |

## لواء الكوت
| التسلسل | الاسم              | الملاحظات                                            |
| ------- | ------------------ | ---------------------------------------------------- |
| 1       | أحمد حالت          | نائب في الدورة الماضية                               |
| 2       | رشيد عالي الكيلاني | نائب في الدورة الماضية عن لواء بغداد                 |
| 3       | عطاء الخطيب        | نفس الاسم نائبا عن لواء ديالى توفي حل محله عباس فضلي |
| 4       | عبد الله الياسين   | نائب في الدورة الماضية                               |

## لواء المنتفق
| التسلسل | الاسم               | الملاحظات              |
| ------- | ------------------- | ---------------------- |
| 1       | خيون العبيد         | نائب في الدورة الماضية |
| 2       | طالب محمد علي       | -                      |
| 3       | عبد الغني حمادي     | نائب في الدورة الماضية |
| 4       | منشد الحبيب         | -                      |
| 5       | عبد المهدي المنتفجي | نائب في الدورة الماضية |
| 6       | عبد الجبار التكرلي  | -                      |
| 7       | محمد حسن حيدر       | -                      |
| 8       | زامل المزعل         | -                      |

## لواء الموصل
| التسلسل | الاسم                | الملاحظات                                               |
| ------- | -------------------- | ------------------------------------------------------- |
| 1       | خير الدين العمري     | -                                                       |
| 2       | ساسون سوميخ          | -                                                       |
| 3       | ضياء يونس            | -                                                       |
| 4       | حازم شمدين أغا       | نائب في الدورة الماضية                                  |
| 5       | رؤوف اللوس           | نائب في الدورة الماضية                                  |
| 6       | عبد الإله حافظ       | -                                                       |
| 7       | إبراهيم البكر        | توفي حل محله ضياء شريف الذي كان نائبا في الدورة الماضية |
| 8       | الشيخ عبد الله أفندي | -                                                       |
| 9       | عبد الله السليمان    | -                                                       |
| 10      | هبة الله المفتي      | نائب في الدورة الماضية                                  |
| 11      | الخوري يوسف خياط     | نائب في الدورة الماضية                                  |
| 12      | جميل الفخري          | -                                                       |